# Pim Fortuyn
Wilhelmus Simon Petrus "Pim" Fortuijn (ur. 19 lutego 1948 w Velsen, zm. 6 maja 2002 w Hilversum) – polityk holenderski, przewodniczący Listy Pima Fortuyna (LPF).

## Życiorys
Fortuyn był profesorem socjologii na Uniwersytecie w Groningen i Uniwersytecie Erazma w Rotterdamie. We wcześniejszych latach był członkiem Partii Pracy w Groningen, potem starał się o członkostwo w holenderskiej partii komunistycznej CPN, ale nie został do niej przyjęty.
Pim Fortuyn był kontrowersyjnym politykiem, który zyskał popularność w części holenderskiego społeczeństwa na fali antyimigranckich nastrojów.
Kontrowersje wokół Fortuyna dotyczyły jego stanowiska wobec islamu i imigrantów – Fortuyn zwalczał szczególnie jednego z prominentnych przywódców społeczności muzułmańskiej Khalila el-Moumni, który jawnie odmawiał asymilacji w społeczeństwie i według prawicowych polityków stanowił zagrożenie dla otwartości społeczeństwa holenderskiego.
Krytycy określali Fortuyna skrajnie prawicowym populistą, choć ten stanowczo odrzucał taką etykietkę i odcinał się od skrajnie prawicowych polityków znanych np. w Austrii. Sam określał się mianem nacjonalisty, ale na bazie kulturowej, a nie rasowej. Był gejem i fakt ten był znany publicznie.
6 maja 2002 roku został zastrzelony na 9 dni przed wyborami parlamentarnymi, przez aktywistę na rzecz praw zwierząt Volkerta van der Graafa.